# Anoplistes
Anoplistes is een kevergeslacht uit de familie van de boktorren (Cerambycidae). De wetenschappelijke naam van het geslacht werd voor het eerst geldig gepubliceerd in 1833 door Audinet-Serville.

## Soorten
Anoplistes omvat de volgende soorten:
- Anoplistes agababiani (Danilevsky, 2000)
- Anoplistes degener (Semenov, 1907)
- Anoplistes diabolicus Reitter, 1915
- Anoplistes forticornis Reitter, 1901
- Anoplistes galusoi (Kostin, 1974)
- Anoplistes gobiensis (Namhaidorzh, 1973)
- Anoplistes halodendri (Pallas, 1776)
- Anoplistes jacobsoni Baeckmann, 1904
- Anoplistes jomudorum (Plavilstshikov, 1940)
- Anoplistes kozlovi (Semenov & Znojko, 1934)
- Anoplistes mongolicus Ganglbauer, 1890
- Anoplistes tuvensis (Tsherepanov, 1978)